# Condica capensis
Condica capensis là một loài bướm đêm thuộc họ Noctuidae. It is found across Châu Phi, Ấn Độ, Pakistan và Đông Nam Á. Ở châu Âu, it is only common miền nam Tây Ban Nha, but can be found phía bắc of this.
Sải cánh dài 28-36mm.
Ấu trùng ăn nhiều loại thực vật thân thảo, bao gồm Carthamus tinctorius.